# سهام مرضي
سهام مُرضي روائيّة وشاعرة وكاتبة سعودية، حصدت روايتها الثانية في السعودية (حين رحلت) مكانها بين أكثر الكتب مبيعًا في المعرض الدولي للكتاب بالرياض.

## الروايات
- «مع سبق الإصرار»،
- «حين رحلَتَ»، (الدار العربيّة للعلوم - ناشرون2011)،